# Caelestius
Caelestius, un jurist (probabil italian) de sorginte nobilă, prieten bun cu Pelagius.

## Începutul Activității
Eunuc prin naștere, însă fără a avea aptitudini rele, Caelestius s-a impus pe calea   ascetismului prin entuziasmul lui pentru    viața monastică, iar prin capacitatea sa ca și călugăr, a năzuit să   convertească maximele practice învățate de la Pelagius în principii teoretice, pe care le-a propagat cu succes în   Roma. Sf. Augustin, în vreme ce-l acuza pe Pelagius de tăinuire, falsitate și viclenie, îl numea pe Caelestius (De peccat. orig., xv) nu doar "incredibil de volubil", ci și deschis la inimă, consecvent și deschis în relațiile sociale. Chiar dacă intrigile lor, secrete sau fățișe, nu au trecut neobservate, cei doi prieteni nu au fost molestați de cercurile oficialităților romane. 

## Disputa
Dar situația s-a schimbat când, în 411 ei au părăsit pământul ospitalier al   metropolei, care a fost jefuit de Alaric 410, și au plecat pe mare spre  Africa de Nord. Când au acostat pe coasta de lângă Hippo, Sfântul Augustin, episcop al acelui oraș, era absent, fiind acaparat de disputele   donatiste din   Africa. Ulterior, el l-a întâlnit pe Pelagius în Cartagina de câteva ori, fără a ajunge, totuși, la relații mai călduroase. După o scurtă ședere în nordul   Africii, Pelagius a călătorit în Palestina, în timp ce Caelestius a încercat să devină   prezbiter în   Cartagina. Însă planul i-a fost dat peste cap de către Diaconul Paulinus din   Milano, care i-a remis   episcopului, Aurelius, un memoriu în șase puncte despre Caelestius – poate că extrase din lucrarea pierdută a acestuia, "Contra traducem peccati" – fiind catalogat ca   eretic. 
Din cauza acestor doctrine, care în mod clar conțin chintesența pelagianismului, Caelestius a fost convocat în fața unui   sinod la Cartagina (411); însă el a refuzat să le retracteze, afirmând că moștenirea  păcatului lui Adam era o problemă deschisă și ca atare tăgăduirea ei nu era erezie. Ca rezultat, nu numai că a fost exclus de la   hirotonisire, ci și cele șase teze ale sale au fost condamnate. Și-a declarat intenția de a face apel la   papa din   Roma, dar fără a-și mai aplica planul, a plecat la Efes în   Asia Mică, unde a fost   hirotonisit ca   preot.  

## Condamnarea
În toamna anului 416, 67 de   episcopi din Africa Proconsulară s-au adunat într-un   sinod la   Cartagina, care a fost prezidat de către Aurelius, în timp ce 59 de   episcopi din   provincia ecleziastică Numidia, de care aparținea și Episcopia Hippo, a Sf. Augustine, a ținut un   sinod în Mileve. În ambele locuri, doctrinele lui Pelagius și Caelestius au fost iar respinse ca fiind contradictorii credinței catolice.
Pornind de la principiul că rezoluțiile   sinoadelor provinciale nu au forță efectivă până ce nu sunt aprobate de autoritatea supremă a    Bisericii Apostolice,   Papa Inocențiu I, a rânduit   învățătura catolică despre    păcatul originar și slavă, excluzându-i pe Pelagius și Caelestius, despre care i s-a spus că au respins aceste doctrine, din sânul   Bisericii până ce le va veni mintea la cap.

## Reabilitarea
Următorul la scaunul Papal, Papa Zosim, mânat de simțul dreptății și având îndoieli, a dat însă altă sentință pentru Caelestius, care atunci se afla în   Roma, însărcinându-i pe   africani fie să își revizuiască vechea   sentință, fie să îi dovedească   erezia în prezența sa în decursul a două luni. Porunca   papală a lovit   Africa ca o torpilă. În mare grabă, a fost convocat un   sinod la Cartagina, în noiembrie 417, scriindu-i-se și lui Zosim, rugându-l imediat să nu abroge   sentința pe care predecesorul lui,    Inocențiu I, a pronunțat-o împotriva lui Pelagius și Caelestius, până ce aceștia nu își vor fi mărturisit crezul în   necesitatea unei slave interioare pentru toate gândurile, vorbele și faptele bune.

## Finalul
Între timp, îndemnată de   africani, puterea laică s-a amestecat și ea în dispută,   împăratul Honorius, printr-o   ordonanță din 30 aprilie, 418, din   Ravenna, alungând toți pelagienii din orașele   Italiei. Dacă Caelestius evadase la cele auzite din fața lui Zosim, de care era acum legat, "fugind din   Roma", sau dacă a fost printre primele victime ale   decretului imperial de exil, nu se poate concluziona bine din sursele avute. În privința vieții sale ulterioare, aflăm că în 421 el a bântuit din nou prin   Roma sau prin preajmă, dar a fost alungat a doua oară printr-o hotărâre imperială.